# Conseil national des femmes belges

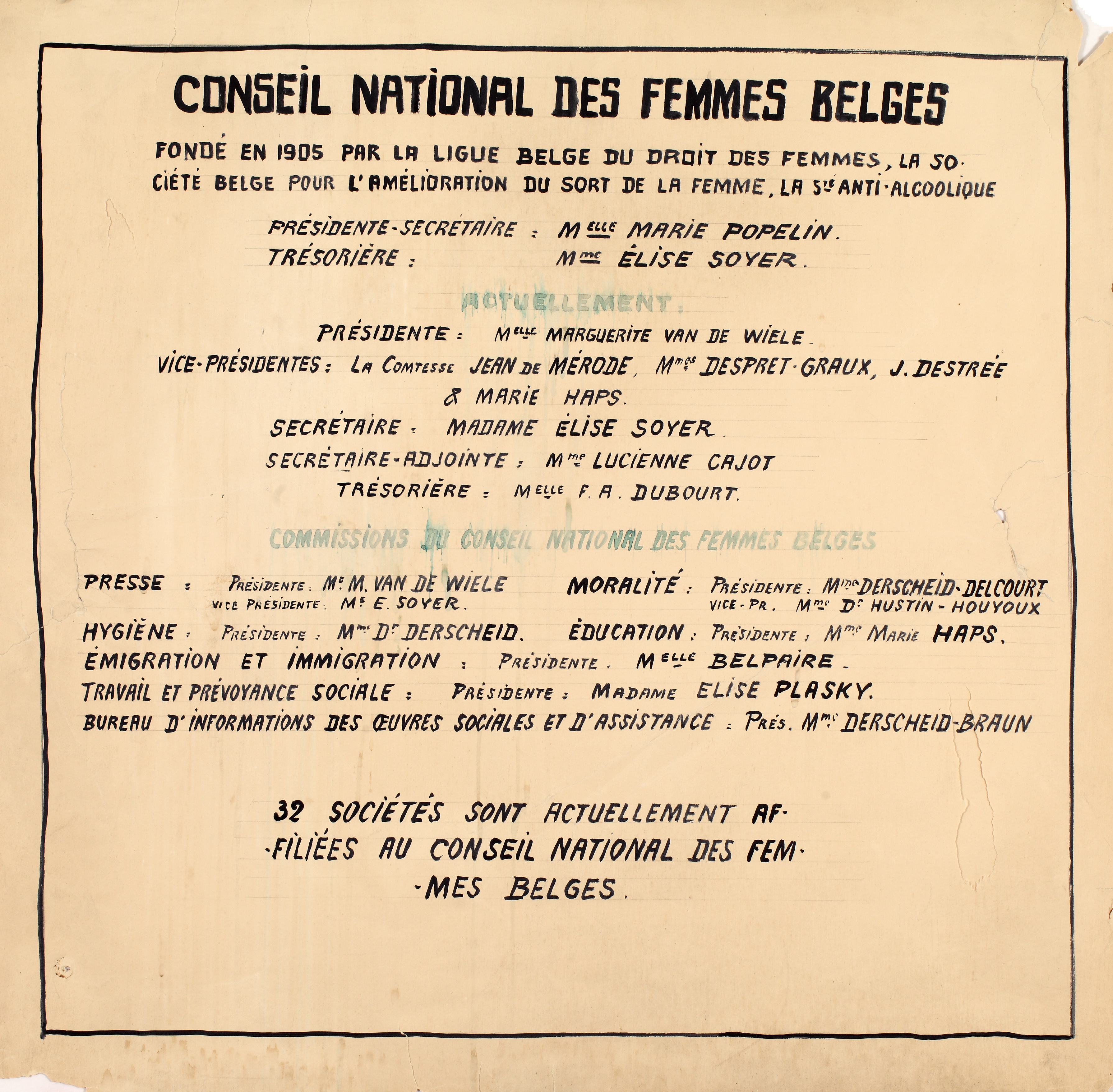
Conseil national des Femmes Belges - Membres

Conseil national des femmes belges är en belgisk kvinnorättsorganisation, grundad 1905.
Det grundades för att fungera som en paraplyorganisation för Belgiens kvinnoföreningar. Efter 1918 ersatte den Ligue belge du droit des femmes.
Det är Belgiens representant i International Council of Women. 